# Championnat du monde de vitesse moto 1973
Navigation
Édition précédente Édition suivante
Le Championnat du monde de vitesse moto 1973 est la 25e saison de vitesse moto organisée par la FIM.

Ce championnat comporte douze courses de Grand Prix, pour cinq catégories : 500 cm3, 350 cm3, 250 cm3, 125 cm3 et 50 cm3.

## Attribution des points
Les points du championnat sont attribués aux dix premiers de chaque course :
| Classement | 1  | 2  | 3  | 4 | 5 | 6 | 7 | 8 | 9 | 10 |
| ---------- | -- | -- | -- | - | - | - | - | - | - | -- |
| Points     | 15 | 12 | 10 | 8 | 6 | 5 | 4 | 3 | 2 | 1  |

## Grands Prix
| N° | Course                            | Lieu         | Vainqueur 50 cm³ | Vainqueur 125 cm³ | Vainqueur 250 cm³ | Vainqueur 350 cm³ | Vainqueur 500 cm³ | Résultat |
| -- | --------------------------------- | ------------ | ---------------- | ----------------- | ----------------- | ----------------- | ----------------- | -------- |
| 1  | Grand Prix de France              | Paul Ricard  |                  | Kent Andersson    | Jarno Saarinen    | Giacomo Agostini  | Jarno Saarinen    | Résultat |
| 2  | Grand Prix d'Autriche             | Salzburgring |                  | Kent Andersson    | Jarno Saarinen    | János Drapál      | Jarno Saarinen    | Résultat |
| 3  | Grand Prix d'Allemagne de l'Ouest | Hockenheim   | Theo Timmer      | Kent Andersson    | Jarno Saarinen    | Teuvo Lansivuori  | Phil Read         | Résultat |
| 4  | Grand Prix des Nations            | Monza        | Jan de Vries     | Kent Andersson    |                   | Giacomo Agostini  |                   | Résultat |
| 5  | Tourist Trophy                    | Île de Man   |                  | Tommy Robb        | Charlie Williams  | Tony Rutter       | Jack Findlay      | Résultat |
| 6  | Grand Prix de Yougoslavie         | Opatija      | Jan de Vries     | Kent Andersson    | Dieter Braun      | János Drapál      | Kim Newcombe      | Résultat |
| 7  | Grand Prix des Pays-Bas           | Assen        | Bruno Kneubühler | Eugenio Lazzarini | Dieter Braun      | Giacomo Agostini  | Phil Read         | Résultat |
| 8  | Grand Prix de Belgique            | Spa          | Jan de Vries     | Jos Schurgers     | Teuvo Lansivuori  |                   | Giacomo Agostini  | Résultat |
| 9  | Grand Prix de Tchécoslovaquie     | Brno         |                  | Otello Buscherini | Dieter Braun      | Teuvo Lansivuori  | Giacomo Agostini  | Résultat |
| 10 | Grand Prix de Suède               | Anderstorp   | Jan de Vries     | Börje Jansson     | Dieter Braun      | Teuvo Lansivuori  | Phil Read         | Résultat |
| 11 | Grand Prix de Finlande            | Imatra       |                  | Otello Buscherini | Teuvo Lansivuori  | Giacomo Agostini  | Giacomo Agostini  | Résultat |
| 12 | Grand Prix d'Espagne              | Jarama       | Jan de Vries     | Chas Mortimer     | John Dodds        | Adu Celso-Santos  | Phil Read         | Résultat |

## Résultats de la saison

### Championnat 1973 catégorie 500 cm³
| Clas. | Pilote           | Pays                 | Constructeur | Points | Victoires |
| ----- | ---------------- | -------------------- | ------------ | ------ | --------- |
| 1     | Phil Read        | Royaume-Uni          | MV Agusta    | 84     | 4         |
| 2     | Kim Newcombe     | Nouvelle-Zélande     | König        | 63     | 1         |
| 3     | Giacomo Agostini | Italie               | MV Agusta    | 57     | 3         |
| 4     | Werner Giger     | Suisse               | Yamaha       | 44     | 0         |
| 5     | Jack Findlay     | Australie            | Suzuki       | 38     | 1         |
| 6     | Bruno Kneubühler | Suisse               | Yamaha       | 34     | 0         |
| 7     | Jarno Saarinen   | Finlande             | Yamaha       | 30     | 2         |
| 8     | Hideo Kanaya     | Japon                | Yamaha       | 22     | 0         |
| 9     | Ernst Hiller     | Allemagne de l'Ouest | König        | 19     | 0         |
| 10    | Alex George      | Royaume-Uni          | Yamaha       | 19     | 0         |

### Championnat 1973 catégorie 350 cm³
| Clas. | Pilote           | Pays                 | Constructeur | Points | Victoires |
| ----- | ---------------- | -------------------- | ------------ | ------ | --------- |
| 1     | Giacomo Agostini | Italie               | MV Agusta    | 84     | 4         |
| 2     | Teuvo Länsivuori | Finlande             | Yamaha       | 77     | 3         |
| 3     | Phil Read        | Royaume-Uni          | MV Agusta    | 56     | 0         |
| 4     | John Dodds       | Australie            | Yamaha       | 49     | 0         |
| 5     | Billie Nelson    | Royaume-Uni          | Yamaha       | 38     | 0         |
| 6     | Kent Andersson   | Suède                | Yamaha       | 38     | 0         |
| 7     | Adu Celso-Santos | Brésil               | Yamaha       | 33     | 1         |
| 8     | Dieter Braun     | Allemagne de l'Ouest | Yamaha       | 33     | 0         |
| 9     | János Drapál     | Hongrie              | Yamaha       | 30     | 2         |
| 10    | Pentti Korhonen  | Finlande             | Yamaha       | 25     | 0         |

### Championnat 1973 catégorie 250 cm³
| Clas. | Pilote           | Pays                 | Constructeur    | Points | Victoires |
| ----- | ---------------- | -------------------- | --------------- | ------ | --------- |
| 1     | Dieter Braun     | Allemagne de l'Ouest | Yamaha          | 80     | 4         |
| 2     | Teuvo Länsivuori | Finlande             | Yamaha          | 64     | 2         |
| 3     | John Dodds       | Australie            | Yamaha          | 58     | 1         |
| 4     | Jarno Saarinen   | Finlande             | Yamaha          | 45     | 3         |
| 5     | Michel Rougerie  | France               | Harley-Davidson | 45     | 0         |
| 6     | Chas Mortimer    | Royaume-Uni          | Yamaha          | 40     | 0         |
| 7     | Hideo Kanaya     | Japon                | Yamaha          | 36     | 0         |
| 8     | Roberto Gallina  | Italie               | Yamaha          | 32     | 0         |
| 9     | Bruno Kneubühler | Suisse               | Yamaha          | 28     | 0         |
| 10    | Silvio Grassetti | Italie               | Yamaha          | 21     | 0         |

### Championnat 1973 catégorie 125 cm³
| Clas. | Pilote            | Pays                 | Constructeur | Points | Victoires |
| ----- | ----------------- | -------------------- | ------------ | ------ | --------- |
| 1     | Kent Andersson    | Suède                | Yamaha       | 99     | 5         |
| 2     | Chas Mortimer     | Royaume-Uni          | Yamaha       | 75     | 1         |
| 3     | Jos Schurgers     | Pays-Bas             | Bridgestone  | 70     | 1         |
| 4     | Börje Jansson     | Suède                | Maico        | 64     | 1         |
| 5     | Eugenio Lazzarini | Italie               | Maico        | 59     | 1         |
| 6     | Otello Buscherini | Italie               | Malanca      | 51     | 2         |
| 7     | Angel Nieto       | Espagne              | Morbidelli   | 46     | 0         |
| 8     | Rolf Minhoff      | Allemagne de l'Ouest | Maico        | 42     | 0         |
| 9     | Matti Salonen     | Finlande             | Yamaha       | 32     | 0         |
| 10    | Pentti Salonen    | Finlande             | Yamaha       | 28     | 0         |

### Championnat 1973 catégorie 50 cm³
| Clas. | Pilote             | Pays                 | Constructeur | Points | Victoires |
| ----- | ------------------ | -------------------- | ------------ | ------ | --------- |
| 1     | Jan de Vries       | Pays-Bas             | Kreidler     | 60     | 5         |
| 2     | Bruno Kneubühler   | Suisse               | Kreidler     | 51     | 1         |
| 3     | Theo Timmer        | Pays-Bas             | Jamathi      | 47     | 1         |
| 4     | Gerhard Thurow     | Allemagne de l'Ouest | Kreidler     | 36     | 0         |
| 5     | Henk van Kessel    | Pays-Bas             | Kreidler     | 27     | 0         |
| 6     | Herbert Rittberger | Allemagne de l'Ouest | Kreidler     | 22     | 0         |
| 7     | Ulrich Graf        | Suisse               | Kreidler     | 21     | 0         |
| 8     | Jan Huberts        | Pays-Bas             | Kreidler     | 21     | 0         |
| 9     | Rudolf Kunz        | Allemagne de l'Ouest | Kreidler     | 14     | 0         |
| 10    | Wolfgang Gedlich   | Allemagne de l'Ouest | Kreidler     | 13     | 0         |